# سلو (أغنية)
«سلو» (بالإنجليزية: Slow)‏ أو «بطيء» هي أغنية للفنانة الأسترالية كايلي مينوغ وأخذت من ألبومها التاسع بودي لانغواج (2003). وتم إصدارها بوصفها المنفردة الرئيسية من الألبوم على بارلوفون في 3 نوفمبر 2003. الأغنية من تأليف مينوغ، دان كاري، أيمالينا توريني، ومن إنتاج كاري وتوريني وسانيرودز. الأغنية هي من صنف السينثبوب وتروي الكلمات عن مينوغ وهي تدعو أحد الرجال إلى «التباطؤ» والرقص معها.
أشاد نقاد الموسيقى بالأغنية عند صدورها، وأشاد كثير منهم بغناء مينوغ الحسي والمغري. تلقت الأغنية ترشيح في فئة «أفضل أغنية رقص» في حفل توزيع جوائز جرامي 47. تجاريا، حققت الأغنية النجاح وتصدرت قوائم الأغاني في أستراليا والدنمارك واسبانيا والمملكة المتحدة. كما تصدرت الأغنية قائمة بيلبورد لأغاني الرقص في الولايات المتحدة. وتلقت في أستراليا تصنيف البلاتين من قبل رابطة صناعة التسجيلات الأسترالية (ARIA) وبيع منها 70,000 وحدة.
تم تصوير فيديو كليب الأغنية في برشلونة، وتظهر مينوغ وهي تغني الأغنية وهي تأخذ حمام شمس بجوار حمام السباحة قرب بيسينا مونيسيبال دي مونتجويك. أدت مينوغ الأغنية على عدد من البرامج التلفزيونية. كما أدت الأغنية على كل جولاتها منذ صدورها حتى الآن، باستثناء جولة انتي تور. في عام 2012، ذكرت مينوغ أن الأغنية هي المفضلة لديها من مشوارها الفني.